# Niccola Clarelli Parracciani
Nicola Paracciani Clarelli (às vezes é chamado de Nicola Garelli Paracciani ou Clarelli Paracciani (ou Parraciani)), mas sua sé como cardeal-bispo usa Niccola Paracciani Clarelli, (12 de abril de 1799 em Rieti - 7 de julho de 1872 em Vico Equense) foi um cardeal italiano e arcipreste da Basílica de São Pedro.

## Vida
Em 8 de julho de 1822 ele recebeu seu doutorado em ambos os direitos .
Em 1º de junho de 1822 foi ordenado sacerdote. Em seguida, frequentou a Pontifícia Academia Diplomática .
Em 1819, ele era o camareiro pessoal do Papa Pio VII.
Em 22 de janeiro de 1844, o Papa Gregório XVI o nomeou. Bispo de Corneto e Montifiascone e ao mesmo tempo fez dele um cardeal. Em 25 de janeiro, a igreja titular de San Pietro in Vincoli foi designada a ele. O próprio Papa o ordenou bispo em 11 de fevereiro de 1844, com a ajuda dos cardeais Costantino Patrizi Naro e Gabriele Ferretti na Basílica de São Pedro. Em junho de 1854 renunciou ao cargo de bispo diocesano .
Em 10 de outubro de 1860, o cardeal Paracciani Clarelli foi nomeado prefeito da Congregação para Bispos e Religiosos . Em 24 de abril de 1863 foi nomeado Secretário das Exortações Apostólicas, e Paracciani Clarelli também foi eunuco do Sagrado Colégio dos Cardeais de 1863 a 1864 . Em 22 de fevereiro de 1867 foi nomeado Cardeal Bispo de Frascati e em 1870 Arcipreste da Basílica de São Pedro e Prefeito da Congregazione della Reveranda Fabbrica de São Pedro, precursor dos Construtores da Catedral de São Pedro .
Participou do conclave de 1846 do qual Pio IX. emergiu como papa. O cardeal também participou do Concílio Vaticano I em 1869 e 1870 como Padre Conciliar .